# Team Virtu (vrouwenwielerploeg)
Team Virtu Cycling is een Deense vrouwenwielerploeg.
Het team werd in 2015 opgericht op nationaal niveau onder de naam Team BMS BIRN en ging één jaar later verder als UCI-team. Op 3 november 2016 werd bekend dat Bjarne Riis en Lars Seier (Riis Seier Project) het team overnemen, net als het mannenteam Veloconcept, en dat beide teams in 2017 onder deze laatste naam verder zullen gaan. Ook werd toen bekend dat het team versterkt werd met de Nederlandse Claudia Koster, de Zweedse Sara Mustonen, de Zwitserse Doris Schweizer en de Amerikanen Carmen Small en Amber Neben. Hierdoor stond het team begin 2017 als tiende genoteerd op de UCI-lijst en kreeg daarom automatisch uitnodigingen voor alle World Tour-wedstrijden. In juni tekende de in Denemarken geboren voormalig wereldkampioene tijdrijden Linda Villumsen bij het team voor de rest van 2017.
In september 2017 ging het team verder onder de nieuwe naam Team Virtu Cycling. Voor 2018 werd het team versterkt met de Noren Katrine Aalerud en Emilie Moberg (beide van Hitec Products), de Italiaanse Barbara Guarischi en de Duitse Mieke Kröger (beide van Canyon-SRAM), de Poolse Katarzyna Pawłowska (Boels Dolmans) en de Deense Trine Schmidt van Lotto Soudal Ladies. Tevens verlieten acht rensters de ploeg, onder wie de Amerikanen Amber Neben en Carmen Small: Small bleef echter bij de ploeg als ploegleider. Halverwege het jaar verliet ook Villumsen de ploeg. De enige overwinning van dat jaar werd al vroeg geboekt door Christina Siggaard die de Omloop Het Nieuwsblad op haar naam schreef.
Na 2018 verlieten de Nederlandse Claudia Koster en de Zwitserse Doris Schweizer het team en kreeg het versterking van vijf rensters: de Nederlandse Anouska Koster (van Waowdeals), de Australische Rachel Neylan (van Movistar), de Deense neo-prof Birgitte Krogsgaard en de Italianen Sofia Bertizzolo (van Astana) en de Europees kampioene Marta Bastianelli van Alé Cipollini.
Met name door het aantrekken van Europees kampioene Bastianelli kende het team een succesvol voorjaar in 2019, met o.a. overwinningen in de Ronde van Drenthe, Ronde van Vlaanderen, Omloop van het Hageland en alle etappes en klassementen in de Tsjechische rittenkoers Gracia Orlová. Desondanks maakte Bjarne Riis in juni bekend te stoppen met de vrouwenploeg na het seizoen 2019.

## Rensters

### Team 2019

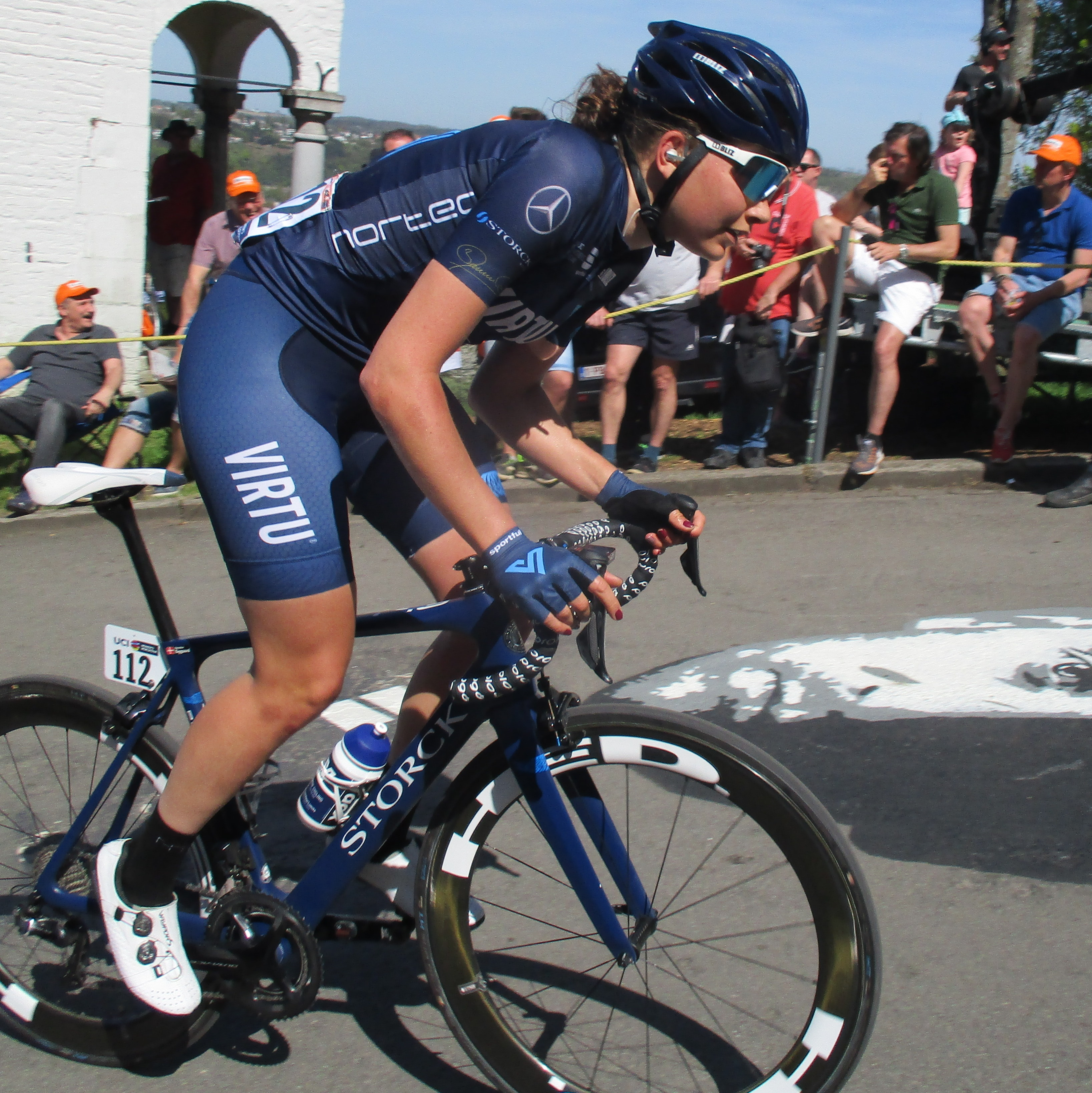
Christina Siggaard op de Muur van Hoei in de Waalse Pijl 2018.

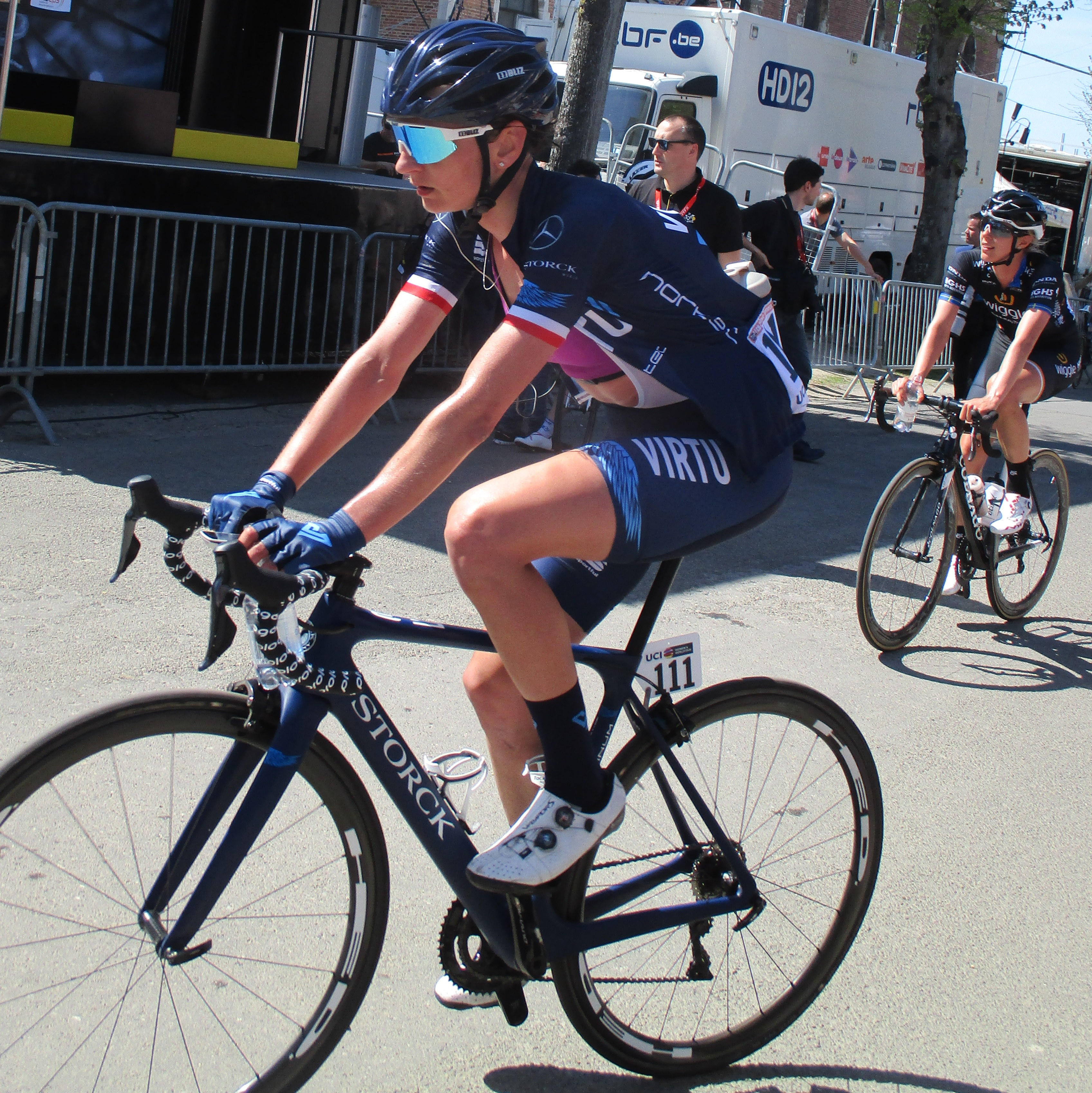
Katarzyna Pawłowska na de finish van de Waalse Pijl 2018.

| Naam                 | Geboortedatum | Nationaliteit | Vorige ploeg          |
| -------------------- | ------------- | ------------- | --------------------- |
| Katrine Aalerud      | 04-12-1994    | Noorwegen     | Hitec Products        |
| Marta Bastianelli    | 30-04-1987    | Italië        | Alé Cipollini         |
| Sofia Bertizzolo     | 21-08-1997    | Italië        | Astana Women's Team   |
| Barbara Guarischi    | 02-10-1990    | Italië        | Canyon-SRAM           |
| Louise Norman Hansen | 12-02-1995    | Denemarken    |                       |
| Anouska Koster       | 20-08-1993    | Nederland     | Waowdeals Pro Cycling |
| Mieke Kröger         | 18-07-1993    | Duitsland     | Canyon-SRAM           |
| Birgitte Krogsgaard  | 27-10-1991    | Denemarken    | Neo                   |
| Emilie Moberg        | 12-07-1991    | Noorwegen     | Hitec Products        |
| Rachel Neylan        | 09-03-1982    | Australië     | Movistar Team         |
| Katarzyna Pawłowska  | 16-08-1989    | Polen         | Boels Dolmans         |
| Sara Penton          | 15-11-1988    | Zweden        | Lares-Waowdeals       |
| Trine Schmidt        | 03-06-1988    | Denemarken    | Lotto Soudal Ladies   |
| Christina Siggaard   | 24-03-1994    | Denemarken    | Matrix Fitness        |

### Bekende ex-rensters
Denen:
- Pernille Mathiesen (2016-2017)
- Camilla Møllebro (2016-2017)
- Louise Norman Hansen (2016-2019)
- Trine Schmidt (2016, 2018-2019)
- Christina Siggaard (2016-2019)
- Cecilie Uttrup Ludwig (2016)
- Marie Vilmann (2016)

Noren en Zweden:
- Katrine Aalerud (2018-2019)
- Emilie Moberg (2018-2019)
- Sara Mustonen (2017)

- Marta Bastianelli (2019)
- Sofia Bertizzolo (2019)
- Shani Bloch (2017)
- Barbara Guarischi (2018-2019)
- Anouska Koster (2019)
- Claudia Koster (2017-2018)
- Mieke Kröger (2018-2019)
- Amber Neben (2017)
- Rachel Neylan (2019)
- Katarzyna Pawłowska (2018-2019)
- Doris Schweizer (2017-2018)
- Carmen Small (2017)
- Linda Villumsen (juni 2017-mei 2018)

## Afbeeldingen

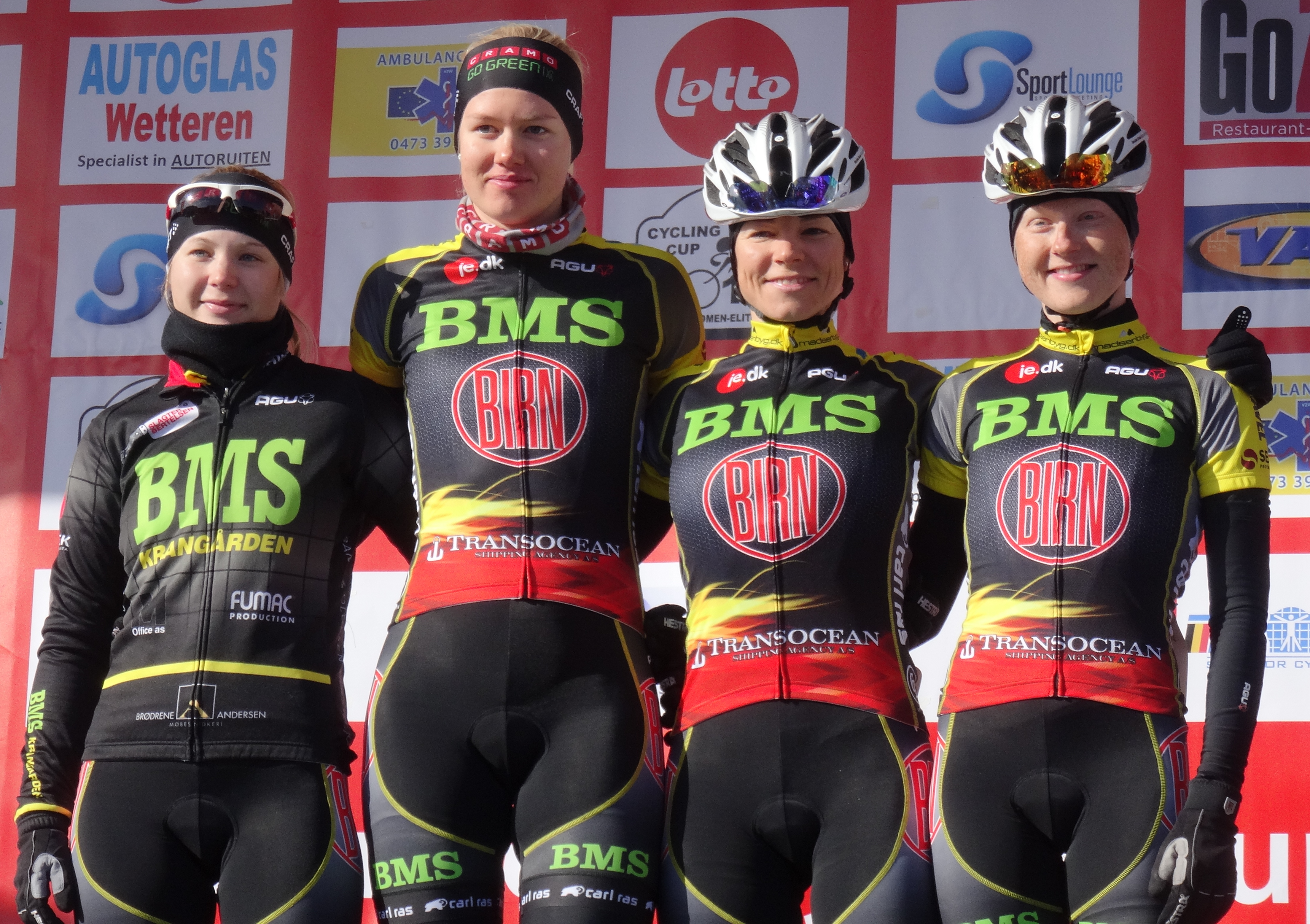
Team BMS BIRN in 2015
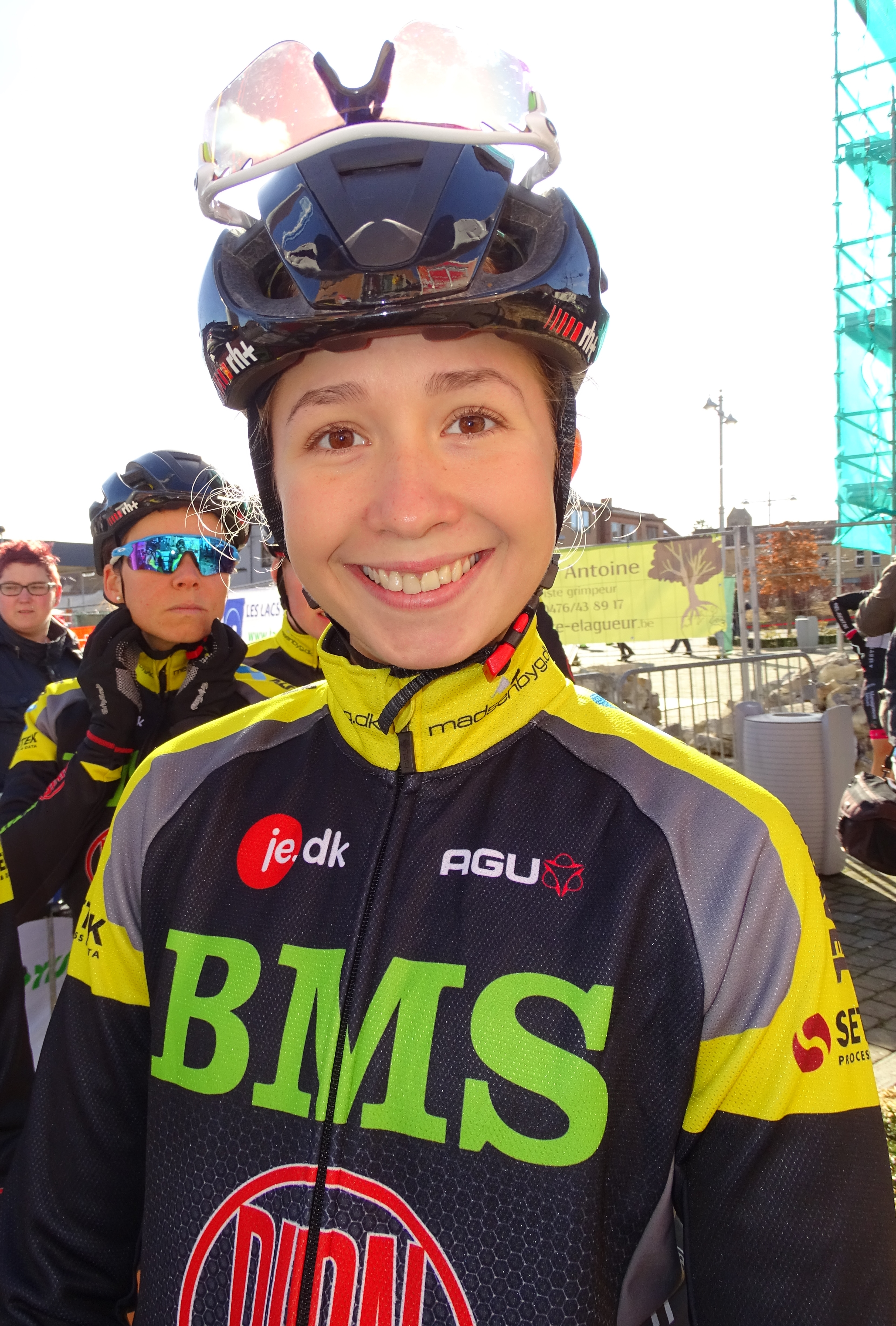
Cecilie Uttrup Ludwig in 2016
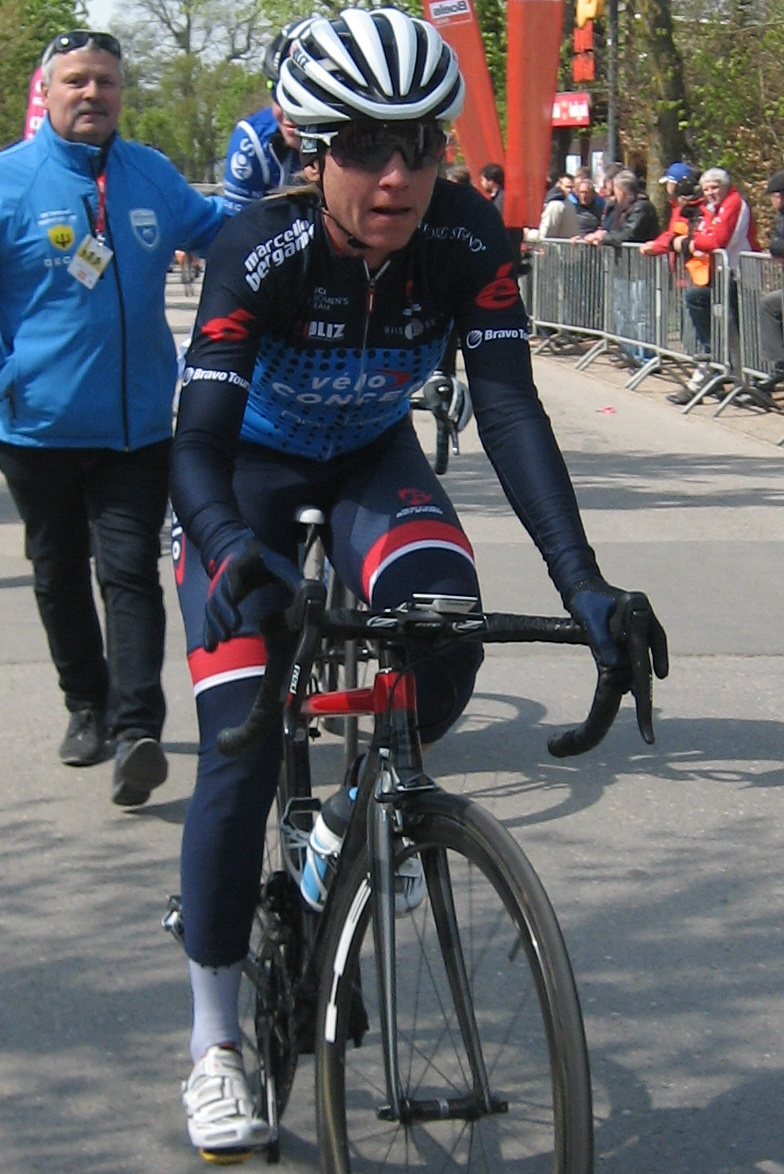
Amber Neben in 2017
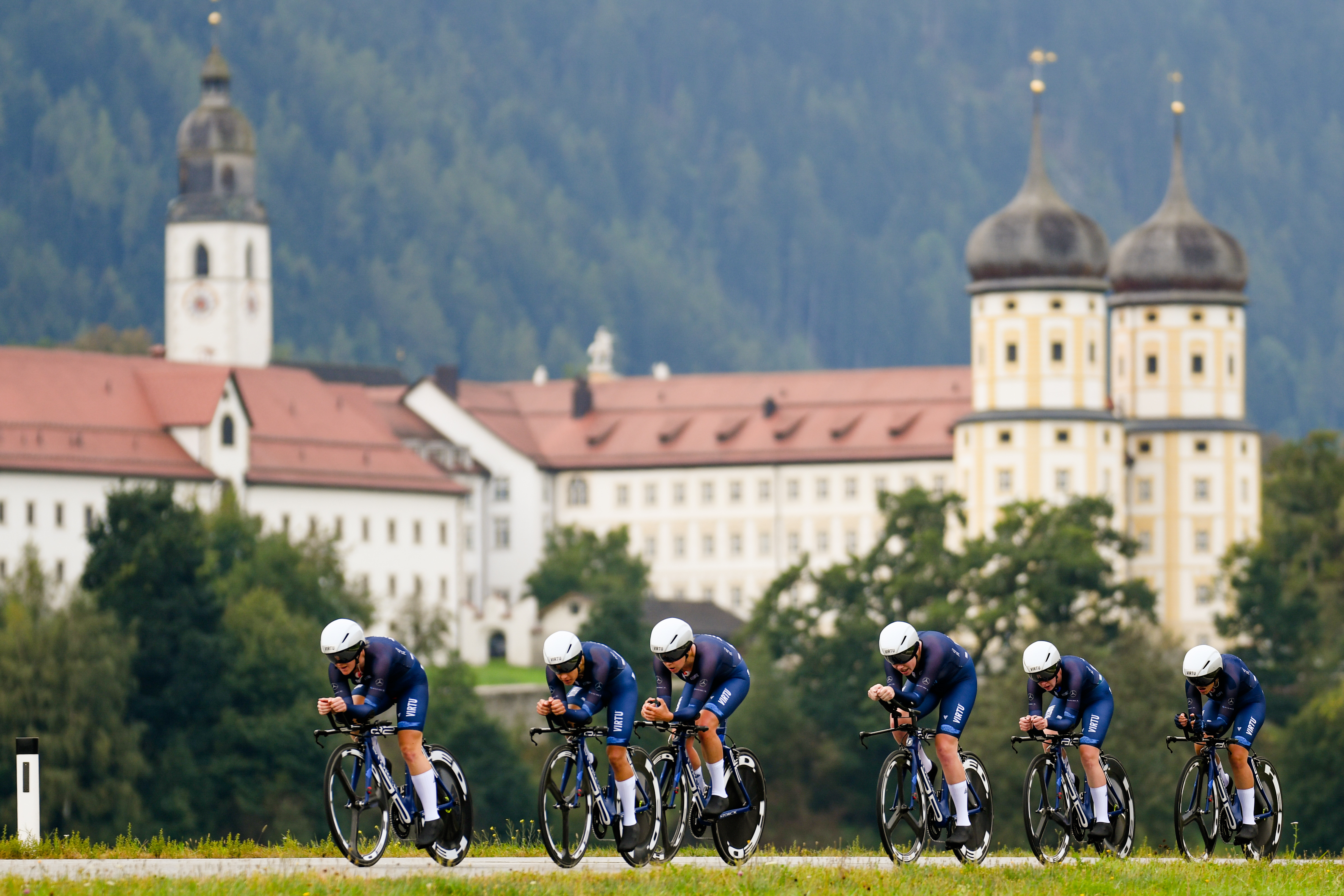
WK Ploegentijdrit 2018 in Innsbruck
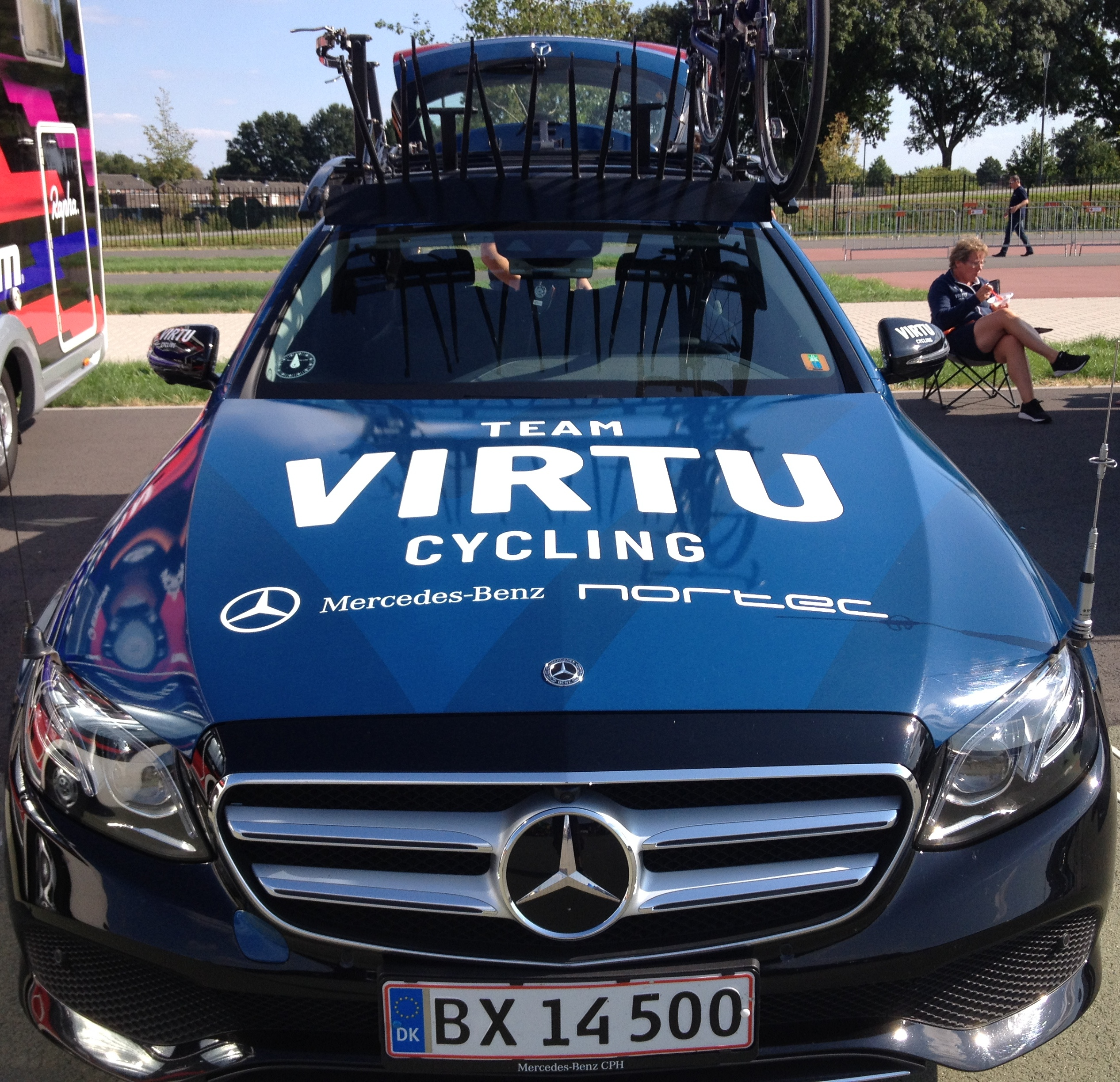
Teamauto in 2018
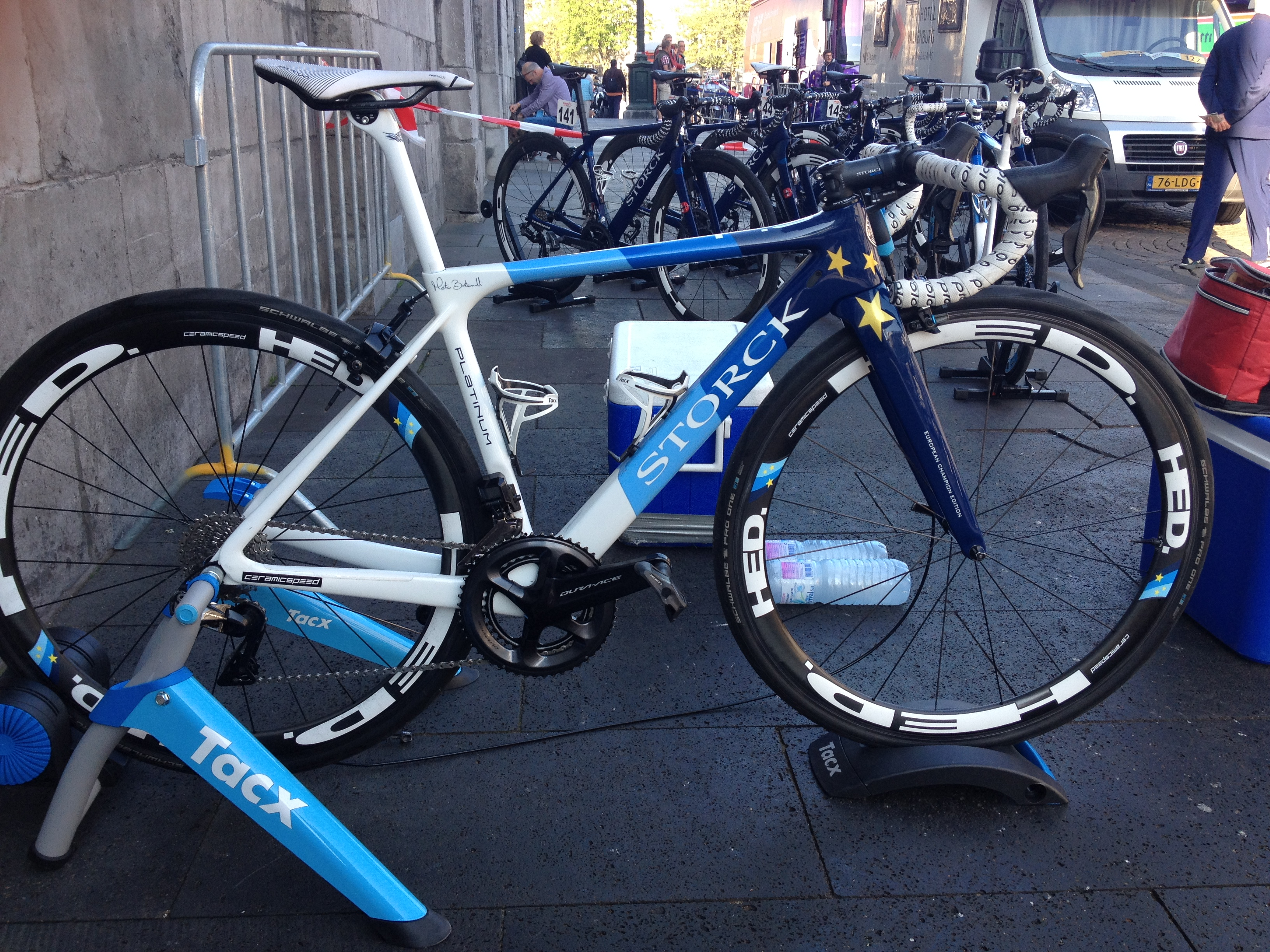
Teamfietsen in 2019
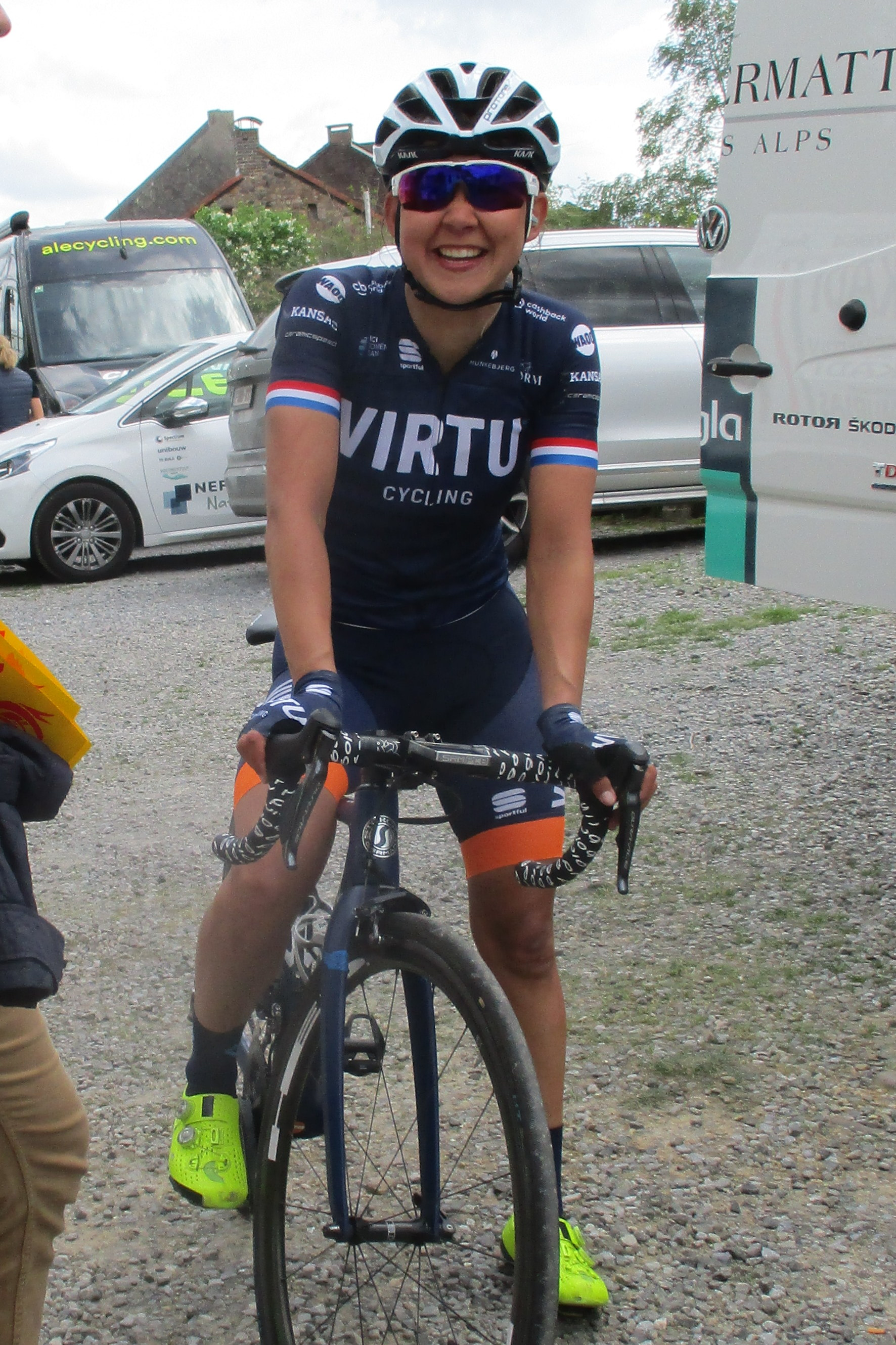
Anouska Koster in 2019
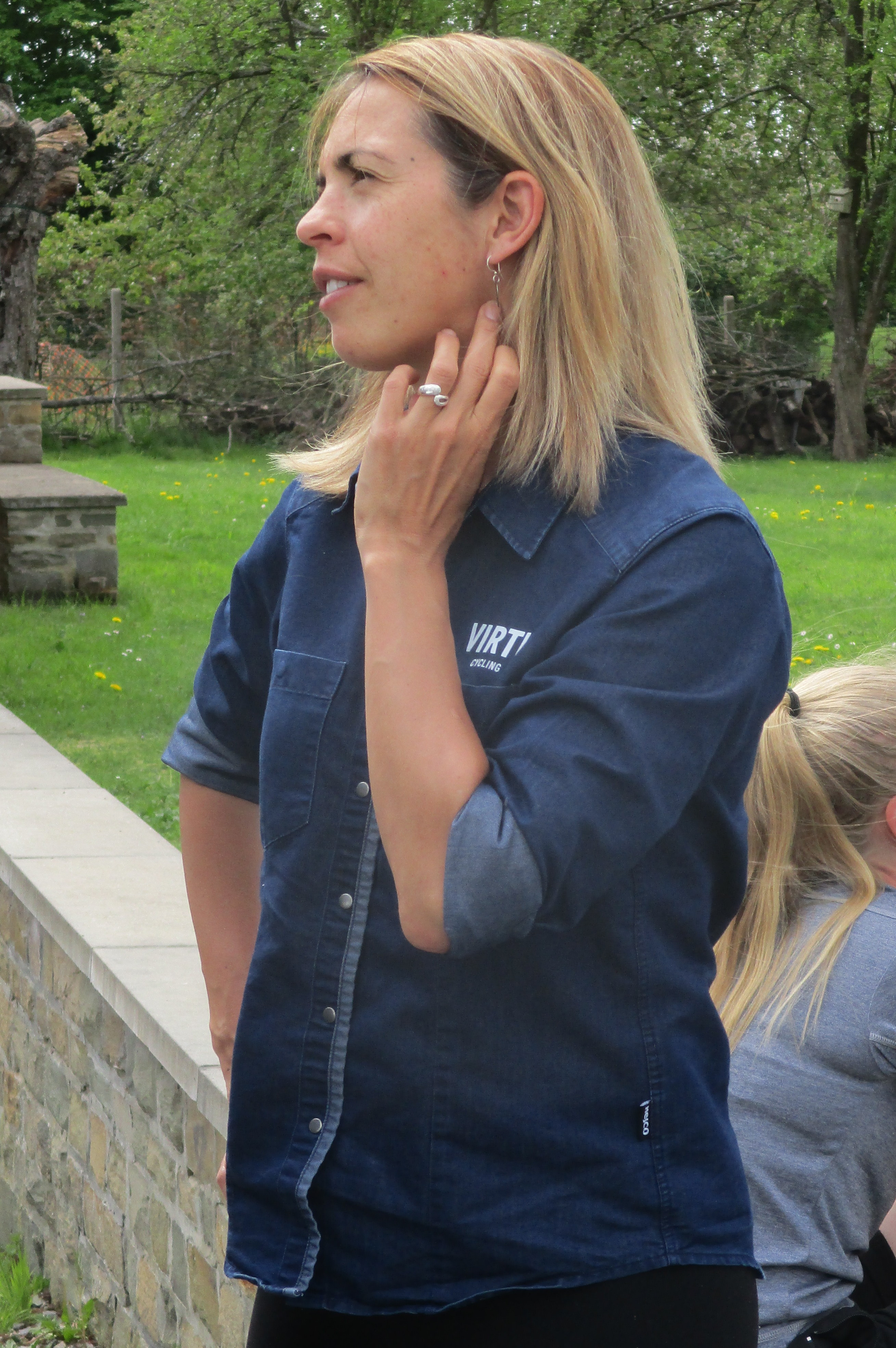
Ploegleider Carmen Small

## Belangrijke overwinningen
2016
- Eind- en jongerenklassement Tour de Feminin - O cenu Českého Švýcarska, Cecilie Uttrup Ludwig
  - 1e en 5e etappe, Cecilie Uttrup Ludwig
- Jongerenklassement Auensteiner Radsporttage, Cecilie Uttrup Ludwig
- Bergklassement Ladies Tour of Norway, Cecilie Uttrup Ludwig
- Bergklassement Gracia Orlová, Cecilie Uttrup Ludwig
  - 4e etappe, Pernille Mathiesen

2018
- Omloop Het Nieuwsblad, Christina Siggaard

2019
- Ronde van Drenthe (WWT), Marta Bastianelli
- Ronde van Vlaanderen (WWT), Marta Bastianelli
- Omloop van het Hageland, Marta Bastianelli
- 2e etappe Healthy Ageing Tour, Mieke Kröger
- Eind-, punten-, ploegen- en bergklassement Gracia Orlová, Marta Bastianelli
  - Etappe 1 en 3, Marta Bastianelli
  - Etappe 2A (tijdrit) en 4, Mieke Kröger
  - Etappe 2B, Rachel Neylan

### Kampioenschappen
2016
- Deens kampioene tijdrijden, Cecilie Uttrup Ludwig

2017
- Amerikaans kampioene op de weg, Amber Neben
- Amerikaans kampioene tijdrijden, Amber Neben
- Deens kampioene op de weg, Camilla Møllebro
- Israëlisch kampioene tijdrijden, Shani Bloch
- Zweeds kampioene op de weg, Sara Penton